# Lizines
Lizines és un municipi francès, situat al departament de Sena i Marne i a la regió de Illa de França. L'any 2007 tenia 165 habitants.
Forma part del cantó de Provins, del districte de Provins i de la Comunitat de comunes Bassée-Montois.

## Demografia

### Població
El 2007 la població de fet de Lizines era de 165 persones. Hi havia 64 famílies, de les quals 16 eren unipersonals (12 homes vivint sols i 4 dones vivint soles), 20 parelles sense fills i 28 parelles amb fills.
La població ha evolucionat segons el següent gràfic:
Habitants censats

### Habitatges
El 2007 hi havia 79 habitatges, 66 eren l'habitatge principal de la família, 10 eren segones residències i 3 estaven desocupats. Tots els 79 habitatges eren cases. Dels 66 habitatges principals, 58 estaven ocupats pels seus propietaris, 5 estaven llogats i ocupats pels llogaters i 3 estaven cedits a títol gratuït; 3 tenien dues cambres, 7 en tenien tres, 13 en tenien quatre i 43 en tenien cinc o més. 49 habitatges disposaven pel capbaix d'una plaça de pàrquing. A 23 habitatges hi havia un automòbil i a 38 n'hi havia dos o més.

### Piràmide de població
La piràmide de població per edats i sexe el 2009 era:
| Homes | Edats   | Dones |
| ----- | ------- | ----- |
| 0     | 95 o +  | 0     |
| 0     | 90 a 94 | 0     |
| 0     | 85 a 89 | 0     |
| 0     | 80 a 84 | 0     |
| 8     | 75 a 79 | 8     |
| 0     | 70 a 74 | 4     |
| 4     | 65 a 69 | 0     |
| 0     | 60 a 64 | 4     |
| 4     | 55 a 59 | 4     |
| 20    | 50 a 54 | 4     |
| 4     | 45 a 49 | 16    |
| 4     | 40 a 44 | 0     |
| 4     | 35 a 39 | 8     |
| 8     | 30 a 34 | 4     |
| 4     | 25 a 29 | 0     |
| 4     | 20 a 24 | 0     |
| 16    | 15 a 19 | 4     |
| 8     | 10 a 14 | 0     |
| 4     | 5 a 9   | 4     |
| 0     | 0 a 4   | 4     |

## Economia
El 2007 la població en edat de treballar era de 122 persones, 82 eren actives i 40 eren inactives. De les 82 persones actives 79 estaven ocupades (46 homes i 33 dones) i 3 estaven aturades (3 dones i 3 dones). De les 40 persones inactives 20 estaven jubilades, 10 estaven estudiant i 10 estaven classificades com a «altres inactius».

### Ingressos
El 2009 a Lizines hi havia 65 unitats fiscals que integraven 168 persones, la mediana anual d'ingressos fiscals per persona era de 21.725,5 €.

### Activitats econòmiques
Dels 3 establiments que hi havia el 2007, 1 era d'una empresa alimentària, 1 d'una empresa d'informació i comunicació i 1 d'una empresa de serveis.
L'any 2000 a Lizines hi havia 4 explotacions agrícoles que ocupaven un total de 440 hectàrees.

## Equipaments sanitaris i escolars
El 2009 hi havia una escola elemental integrada dins d'un grup escolar amb les comunes properes formant una escola dispersa.

## Poblacions més properes
El següent diagrama mostra les poblacions més properes.